# Sanya Ladies Open
Het Sanya Ladies Open is een jaarlijks golftoernooi voor vrouwen in China, dat deel uitmaakt van de Ladies Asian Golf Tour en de Ladies European Tour. Het toernooi werd opgericht in 2010 en vindt sindsdien plaats op de Yalong Bay Golf Club in Sanya, Hainan.
Het toernooi wordt gespeeld in een strokeplay-formule met drie ronden en na de tweede ronde wordt de cut toegepast. 

## Winnaressen
| Jaar | Winnares           | Sore | Sore | Info                              |
| ---- | ------------------ | ---- | ---- | --------------------------------- |
| 2010 | Lee-Anne Pace      | 205  | –11  |                                   |
| 2011 | Frances Bondad     | 205  | –11  |                                   |
| 2012 | Cassandra Kirkland | 210  | –6   |                                   |
| 2013 | Lee-Anne Pace po   | 203  | –13  | Won de play-off van Yu Yang Zhang |
| 2014 | Xi Yu Lin          | 202  | –14  |                                   |

| Toernooirecord |  | po = winnares na play-off |